# Cmap Tools
Cmap Tools és un programari multiplataforma de creació i edició de mapes conceptuals per mitjà d'unes aplicacions escrites en Java. Fou desenvolupat pel professor Alberto Cañas i el seu equip de l'IHMC (Institute for Human and Machine Cognition, Pensacola, Estats Units). Permet tant el treball local individual, com a Internet. Possibilita la navegació pels mapes realitzats. Té una interfície senzilla i fàcil d'utilitzar. Està disponible en català.
Ens ofereix moltes plantilles llestes per a usar i força objectes: figures geomètriques, molts tipus de fletxes, estrelles ... encara que permet, també, pujar imatges des del nostre ordinador. Es poden fer diversos mapes alhora que es col·loquen en diferents pestanyes. Permet convidar col·laboradors, afegir comentaris i enviar el mapa per correu. D'altra banda, es pot exportar com a imatge o PDF per desar-lo al nostre ordinador.
Està disponible per a Windows, Linux, Mac OS X i Solaris.

## Utilitat
Es tracta d'un programa on es poden crear de mapes conceptuals, és a dir, ajuda a organitzar els coneixements i ampliar la relació d'hom amb el tema.
Aquest programa permet construir, compartir i discutir models de coneixement en molt poques passes. Es pot fer servir el mapa conceptual com a instrument didàctic eficaç per presentar continguts d'un tema.

## Aplicacions
Les aplicacions a dur a terme són molt variades, des d'organitzar una simple trobada familiar fins als complexos mapes de desenvolupament dins d'un laboratori i/o gran empresa.
També es pot fer servir per a estructurar les feines, ja siguin de com portar la casa fins a l'organització dels apunts, com estudiar i en quina intensitat es farà.